# Patricia Moreno
Patricia Moreno Sánchez (* 7. Januar 1988 in Madrid) ist eine ehemalige spanische Turnerin.

## Erfolge
Patricia Moreno qualifizierte sich bei den Olympischen Spielen 2004 in Athen im Bodenturnen mit 9,587 Punkten als Fünfte für das Finale. In diesem erreichte sie 9,487 Punkte und belegte hinter Cătălina Ponor und Daniela Șofronie den Bronzerang und wurde die erste spanische Medaillengewinnerin bei Olympischen Spielen in dieser Sportart. Im Mannschaftsmehrkampf wurde sie mit der spanischen Mannschaft Fünfte und kam während des Wettkampfs im Bodenturnen zum Einsatz.